# Albertus Magnus
Albertus Magnus, även Albert den store, Albert av Köln, född 1206 i Lauingen an der Donau, Bayern, död 15 november 1280 i Köln, Tysk-romerska riket, var en tysk filosof, teolog och naturforskare.

## Biografi
Albertus Magnus var biskop i Regensburg 1260–1262 och tillhörde dominikanorden. Han utnämndes till kyrkolärare och helgon inom Romersk-katolska kyrkan 1931, med minnesdag den 15 november.
Jämte sin ordensbroder Thomas av Aquino var Albertus en av de viktigaste representanterna för den medeltida skolastiken. Han inträdde 1223 i dominikanorden och blev efter studier vid universiteten i Padua och Paris lärare i flera tyska städer, bland annat Regensburg, Freiburg, Strasbourg, Hildesheim och Köln. 
Albertus utförde den första systematiska tolkningen av Aristoteles skrifter under medeltiden och sökte påvisa att det inte finns någon motsägelse mellan Aristoteles tänkande och kristen tro. Han var också en för sin tid framstående naturvetenskapsman och brukar tillskrivas upptäckten av grundämnet arsenik.